# San Agustín (Santa Fé)
San Agustín é uma comuna da Argentina localizada no departamento de Las Colonias,  província de Santa Fé.